# 里约卡泽
里约卡泽（法語：Rieucazé，法語發音：[ʁjœkaze]）是法国上加龙省的一个市镇，属于圣戈当区。

## 地理
里约卡泽（43°4'36"N, 0°45'30"E）面积2.03 平方千米，位于法国奧克西塔尼大區上加龙省，该省份为法国西南部内陆省份，西南端与西班牙接壤，自此顺时针与上比利牛斯省、热尔省、塔恩-加龙省、塔恩省、奥德省和阿列日省接壤。
与里约卡泽接壤的市镇（或旧市镇、城区）包括：昂科斯莱泰尔姆、莱斯皮托、科曼日地区米拉蒙、潘蒂斯伊纳尔。
里约卡泽的时区为UTC+01:00、UTC+02:00（夏令时）。

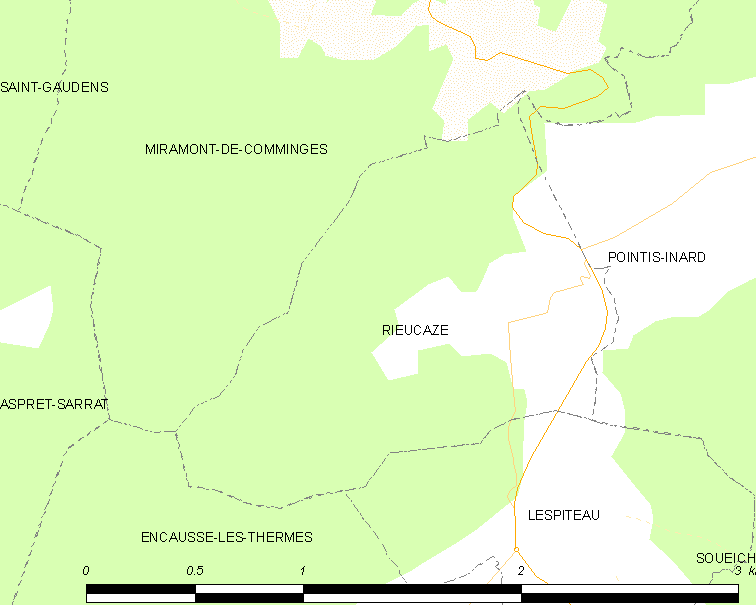
里约卡泽的OSM定位图

## 行政
里约卡泽的邮政编码为31800，INSEE市镇编码为31452。

## 政治
里约卡泽所属的省级选区为圣戈当县。

## 人口

1962-2008年间里约卡泽人口变化图示

里约卡泽于2022年1月1日时的人口数量为55人。